# Anoectochilus imitans
Anoectochilus imitans är en orkidéart som beskrevs av Rudolf Schlechter. Anoectochilus imitans ingår i släktet Anoectochilus och familjen orkidéer. Inga underarter finns listade i Catalogue of Life.